# Antsoha (Mandritsara)
Pour les articles homonymes, voir Antsoha.
Antsoha est une commune urbaine malgache située dans la partie est de la région de Sofia.